# Elisabeth Plank

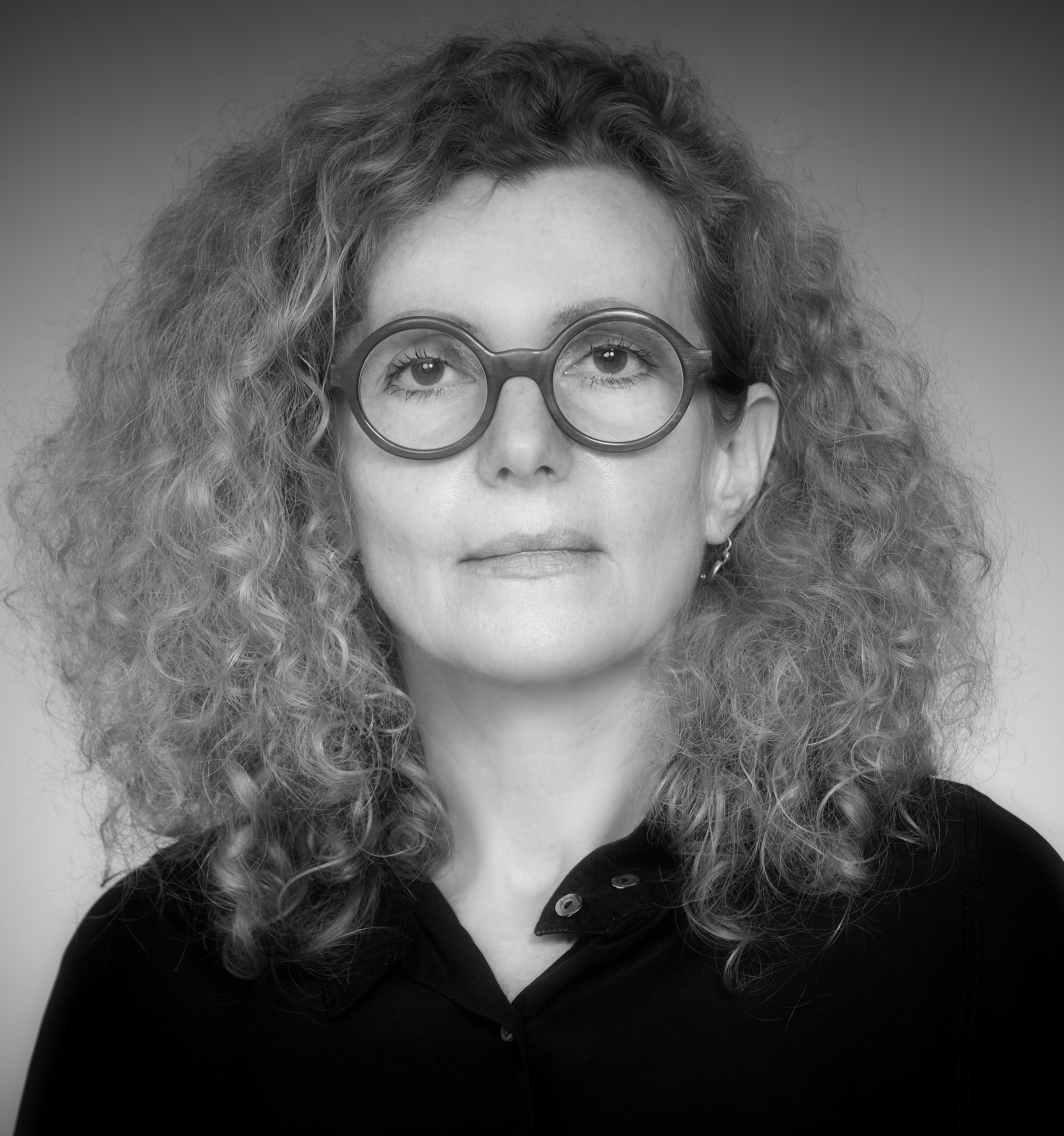
Elisabeth Plank (2015)

Elisabeth Plank (* 1. Juni 1960 in Wels) ist eine österreichische Malerin. Im öffentlichen Raum realisiert sie Glasfenster und Raumkonzepte.

## Leben und Werk
Von 1979 bis 1984 studierte Elisabeth Plank an der Universität für angewandte Kunst Wien bei Oswald Oberhuber. Aus dieser Zeit stammen Freundschaften mit Robert Lettner, Franz Graf und Josef Ramaseder, die alle zu gemeinsamen Ausstellungen führten. Ab 1983 malte sie großformatige abstrakte Bilder (Großes Bild mit Lila) und ab 1986 Allegorien, die erste Überlegungen zur Figur als Bildvokabel thematisierten.
1986 begann mit Junge Szene Wien" in der Wiener Secession ihre fortlaufende Ausstellungstätigkeit. Ab 1988 erfolgte die Einbeziehung des Luftpinsels in ihre Malerei. In der Folge entstanden die Bildserien Gitarristinnen und Blumenbilder. 1990 erhielt sie den Förderungspreis für Bildende Kunst des Landes Oberösterreich und ging 1991 mit einem Stipendium des Bundesministeriums für Unterricht und Kunst für sechs Monate nach New York (Ausstellung im Austrian Cultural Institute).
1992 folgte ein Stipendium des Bundesministeriums für Unterricht und Kunst nach Japan, wo sie an der Tokyo University of the Arts studierte und im Miyagi Museum of Art in Sendai ausstellte. In Japan entstanden abstrakte Tuschearbeiten (Symmetrie und Symmetrie) und Farbcodes. 1993 malte sie in Wien die Serie der abstrakten Zeitcontainer, die eine Verdichtung und Entformalisierung der japanischen Tuschearbeiten darstellen. Ab 1994 arbeitete sie im Staatsatelier Davidgasse, Wien (Freundschaft mit Franz Graf und Walter Vopava). Dort begann eine langjährige Beschäftigung mit reduzierten, fluidalen Malvorgängen.
1996 erschien das gemeinsam mit Franz Graf herausgegebene Künstlerbuch (Antarctica) Brahma. Die dazugehörige Ausstellung fand in der Galerie nächst St. Stephan in Wien statt. 1996 gestaltete sie ihre erste Arbeit im öffentlichen Raum, die farbigen Glasfenster der Kapelle Glimpfingerstraße in Linz. 2005 entstand ein weiteres farbiges Glasfenster und ein interkultureller Meditationsraum im Krankenhaus der Elisabethinen Linz. Im Atelier Marienstraße Linz (ab 2005) wurde die vorhergehende Reduktion in der Malerei durch stark farbig-gestische Bilder abgelöst. Ab 2007 erfolgte die neuerliche Verwendung des Luftpinsels.
2008 kam es zur Aufnahme in die Künstlervereinigung MAERZ. Die großformatigen Flow-Bilder entstanden ab 2009. 2010 wurde eine monumentale Glaswand (42 m²) in der Kapelle Sonnenhof, Linz fertiggestellt. In ihrer Malerei tauchen ab 2011 wieder Figuren (Pflanzen, Pferde, Tänzerinnen) als Bildvokabel auf. Außerdem wurden Glasfenster für das Gemeindezentrum Steyregg gestaltet.
2012 entwarf Elisabeth Plank einen Tabernakel für die Kapelle Sonnenhof in Linz und realisierte das großformatige Gemälde Partitur für das Musiktheater Linz. 2013 wurde der neue Beichtraum und die Neugestaltung der Vorhalle der Ignatiuskirche Alter Dom, Linz der Öffentlichkeit vorgestellt. In der Malerei kam es 2013 zu einer Reduktion des Gestischen zugunsten formaler Elemente. Horizontale, Vertikale, Diagonale wurden in farbigen Setzungen in der Malfläche (z. B.: Farbige Koordinaten), ab 2014 im Malraum (z. B.: Skizze #1) ausbalanciert. Texte dazu erschienen im Standard (Wiltrud Hackl) und von Gustav Schörghofer (Welt der Frau), der das Wesen dieser Bilder mit „Schweben als reinen Zustand“ beschrieb. 2015 erschien die Publikation Großes Bild mit Lila, die chronologisch Malerei aus 31 Jahren zeigt und von Margareta Sandhofer in der Sezession Wien vorgestellt wurde.
2015/16 entstand die kleinformatige Serie Mesocosm, die die organische Punktstruktur der Zeitcontainer (1993) wieder aufgriff.
Ab Herbst 2016 schuf Elisabeth Plank im Atelier Fabrikstraße, Linz Arbeiten mit geschwungenen Linien (z. B.: U-Sound, Hallo Matisse), die 2017 auf der Parallel Vienna als Artist Statement gezeigt wurden. Es folgten die Online Compositions, dann 1017/18 die Paintbabies, die von der geschwungenen Linie in die geschwungene Form führten. Die darauf folgenden, z. T. sehr großformatigen Shapes wurden 2019 im Museumspavillon Mirabellgarten, Salzburg präsentiert und von Margareta Sandhofer im dazu erschienenen Katalog als "eine Form reiner und unbeugsamer Malerei" bezeichnet.
Mit dem Airbrush wurde das Thema der geschwungenen Form 2019/20 in den Shapes #2 noch stärker dynamisiert. Nina Schedlmayer schrieb dazu anlässlich der Ausstellung The Moment of Moving (2020) in der Galerie Ruberl, Wien "Die kontrastreiche Farbigkeit ... bringt die Komposition regelrecht zum Flirren, versetzt das Auge auch physisch in Aufregung, immer unterstützt durch den Schwung, das Oszillieren der Linien." Im selben Jahr (2020) begann die Entwurfsarbeit für die Neugestaltung der Pfarrkirche Bad Goisern. Das führte auch in den Companion Studies, die einen neuen Schritt in der Malerei vorbereiteten, zu einer kontemplativeren Haltung. Nun wurde die innere Dynamik von einer farbigen, geometrischen Komposition getragen, über die sich eine organisch-emblematische Form legt. Die 2021 entstandenen Bilder wurden 2022 bei Smolka Contemporary, Wien gezeigt. 2023 stellte die Galerie Ruberl in der Ausstellung DOUBLE PROJECTION Werke von Elisabeth Plank und Josef Ramaseder zurückgreifend bis in das Frühwerk vor. Im gleichen Jahr war ein großformatiges Bild aus dem Bestand des Belvedere in der Ausstellung KOLOSSAL - Malerei im Großformat zu sehen.
In der Malerei von Elisabeth Plank geht es um einen visuell bildnerischen Prozess, der das Vokabular der Malerei selbst thematisiert. Elemente der Malerei, wie Farbe, Form, Struktur und Raum werden nicht illustrierend oder illusionistisch eingesetzt, sondern direkt zum Bau der Bilder.

## Ausstellungen

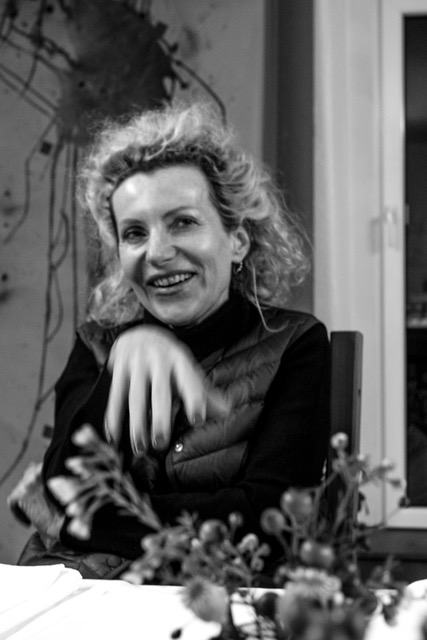
Elisabeth Plank (2018)

- 1980: Plakate für Burgtheater, Akademietheater, Museum Moderner Kunst, Palais Liechtenstein, Wien
- 1986: Junge Szene Wien, Secession, Wien
- 1987: Allegorie aus der taghellen Kammer, Postsparkasse, Wien (mit Robert Lettner)
- 1989: 60 Tage Museum des 21. Jhdts., Wien
- 1990: Gib nach – kann sein, Wittgensteinhaus, Wien (mit Edgar Honetschläger)
- 1990: Subjektentwicklung – Geschlechterfrage, AKH-Wien  (mit Robert Lettner)
- 1991: Der Ort in Wort, Galerie der Stadt Wels
- 1992: Honetschläger, Plank, Ramaseder, Austrian Cultural Institute, New York
- 1992: Miyagi Museum of Art,[8] Sendai, Japan
- 1993: IV Biennale Intergraf, Galleria del Centro, Udine
- 1994: Return. Museum in Progress, Wien (mit Franz Graf)[9]
- 1995: Galerie Patrick De Brock, Knokke  (mit Franz Graf)
- 1996: Während sie gewartet haben, Neurochirurgische Ambulanz, Landes-Nervenklinik Wagner-Jauregg, Linz
- 1996: (Antarctica) Brahma, Künstlerbuch (mit Franz Graf)[10]
- 1996: (Antarctica) Brahma, Galerie nächst St. Stephan, Wien
- 1996: Elements. Austrian Paintings since 1980, Hugh Lane Municipal Gallery of Modern Art, Dublin
- 1997: Elements. Austrian Paintings since 1980, Palais Esplanade, Meran
- 1998: Ausstellungsraum Büchsenhausen, Innsbruck
- 1998: Aus dem Archiv, Galerie der Stadt Wels
- 1998: Der ironische Blick, Museum auf Abruf, Galerie Makartgasse, Wien[11]
- 1999: Galerie im Traklhaus, Salzburg
- 1999: Biennale Internazionale dell´Arte Contemporanea, Fortezza da Basso, Florenz
- 2000: 1 von 9, Kunst aus Oberösterreich. Museum auf Abruf, Galerie, Makartgasse, Wien
- 2001: Vom Selbstzweck der Farbe, Monochromie als Prinzip, Museum auf Abruf, Wien
- 2001: Der ironische Blick, Landesgalerie Linz
- 2002: Galerie Serafin, Wien
- 2003: Die Antwort, Wittgensteinhaus, Wien (mit Edgar Honetschläger)
- 2005: My Generation, Landesgalerie Linz[12]
- 2007: Delirium, Galerie-halle, Linz
- 2007: Wasserzeichen, Stadtpfarrkirche Urfahr, Linz
- 2008: Mushrooms, Galerie Simone Feichtner, Linz
- 2008: Neu im MAERZ, Künstlervereinigung MAERZ. Linz
- 2008: Nominierung Eislerpreis, Tresor, Kunstforum Bank Austria, Wien
- 2009: Wasserfarbenbeherrschungsüberprüfungsaktion, Künstlervereinigung MAERZ, Linz
- 2009: Kunstsammlung des Landes Oberösterreich, Artothek, Linz
- 2009: Kunstmuseum Artemons, Hellmonsödt
- 2009: Kunst Flow, Linz 09, Energie AG, Linz
- 2010: Surface – Oberfläche als Prinzip, Landesgalerie Linz
- 2010: strawberries, cherries and an angel´s kiss, Galerie Zauner, Linz (mit Josef Ramaseder und Kristiane Petersmann)
- 2010: Zeitschnitt, Aktuelle Malerei des MAERZ, Kunstmuseum Artemons, Hellmonsödt
- 2010: Ohne Titel, Galerie Schloss Puchheim (mit Constance Ferdiny Hoedemakers)
- 2011: Aus der Sammlung, Lentos Kunstmuseum Linz
- 2011: o.T. 2011, St. Franziskus, Wels
- 2011: Fischen, Lomnice, Tschechien
- 2011: Landschaft in der Oberösterreichischen Malerei 1888–2011, Kunstmuseum Artemons, Hellmonsödt
- 2011: Zeitschnitt – aktuelle Malerei des MAERZ, Künstlerhausgalerie, Wien
- 2012: Aus der Sammlung, Lentos Kunstmuseum Linz
- 2012: Vorstellungen, Galerie der Stadt Traun, Traun
- 2012: Figur und Natur, Kaethe Zwach Galerie,[13] Schörfling
- 2013: maerzwärts, Künstlervereinigung MAERZ, Linz
- 2013: Musiktheater Linz, Künstlerlichthof (permanent)
- 2013: supersummativ, Künstlervereinigung MAERZ, Linz
- 2014: Farbe und Vorstellung, Galerie in der Schmiede, Pasching[14]
- 2014: Zu schade für die Lade, Lentos Kunstmuseum Linz
- 2014: Expansive Formulierungen, Kulturzentrum Meierhof Schwertberg[15]
- 2014: Den Raum formuliert, Jesuitenfoyer, Wien[7][16]
- 2015: Vokabular und Praxis, Kunstsammlung des Landes Oberösterreich, Linz[17][18]
- 2015: In eigener Sache, Kunstsammlung des Landes Oberösterreich, Linz
- 2015: klein anfangen, kunstraum langenlois p.p., Langenlois
- 2015: Großes Bild mit Lila, Galerie in der Schmiede, Pasching
- 2015: Großes Bild mit Lila, Buchpräsentation Secession Wien
- 2016: jardin, kunstraum langenlois p.p., Langenlois
- 2017: Aspekte: Farbe, Kunstsammlung des Landes Oberösterreich, Linz
- 2017: vor Ort, die pädagogische hochschule oberösterreich, Linz
- 2017: Parallel Vienna 2017, Artist statement, Wien
- 2017: Kunst_Koordinaten, Museum Angerlehner, Wels
- 2018: Online Kompositionen, Galerie in der Schmiede, Pasching
- 2018: Bei Tag und in der Nacht, flac image Kunstraum p.p., Langenlois
- 2018: Zweimal 6, Museum Angerlehner, Wels
- 2018: Paintbabies, Judith Ortner/Ortner2, Wien
- 2019: SHAPES, Museumspavillon, Salzburg
- 2019: DIE SAMMLUNG, Künstlervereinigung MAERZ, Linz
- 2019: DISCRETE AUSTRIAN SECRETS, The Galaxy Museum of Contemporary Art, Chongqing, China
- 2020: THE MOMENT OF MOVING, Elisabeth Plank & Moritz Mizrahi, Galerie Ruberl, Wien
- 2020: ES IST MAERZ, Künstlervereinigung MAERZ, Linz
- 2020: That´s new - and needed, Kunstsammlung des Landes Oberösterreich, Linz
- 2021: wilde kindheit, Lentos Kunstmuseum Linz
- 2021: PORTRAET, Künstlervereinigung MAERZ, Linz
- 2021: Analogie und Versenkung, Bischofshof, Linz
- 2022: COMPANIONS, Smolka Contemporary, Wien
- 2022: Intermezzo, flac image Kunstraum p.p., Langenlois
- 2023: DOUBLE PROJECTION, Elisabeth Plank & Josef Ramaseder, Galerie Ruberl, Wien
- 2023: KOLOSSAL - Malerei im Großformat, Belvedere, Wien
- 2024: COLORS, NUMBERS, Open Structures Art Society, Vasarely Museum, Budapest
- 2024: UNTER UND UNTER UNS, Künstlervereinigung MAERZ, Klimabiennale Wien
- 2024: GOODBYE PAINTINGS, Simone Haack, Elisabeth Plank, Olga Shcheblykina, Galerie Ruberl, Wien
- 2025: ELISABETH PLANK - LYRICS, Schlossmuseum Linz
- 2025: FLOWER POWER, Landesgalerie Niederösterreich, Krems

## Kunst im öffentlichen Raum
- 1996: Glasfenster, Kapelle Glimpfingerstraße, Linz
- 2005: Glasfenster und Meditationsraum[19], Krankenhaus der Elisabethinen Linz
- 2010: Glaswand, Kapelle Sonnenhof, Linz[5]
- 2011: Glasfenster, Gemeindezentrum Steyregg[6]
- 2012: Tabernakel, Marienort, Kapelle Sonnenhof, Linz
- 2013: Beichtraum und Neugestaltung der Vorhalle[20] Ignatiuskirche Alter Dom, Linz
- 2024: FENSTER DER HUNDERT, Erinnerungsfenster, Pfarrkirche Bad Goisern

## Kuratorische Projekte
- 1996: (Antarctica) Brahma, Künstlerbuch (mit Franz Graf)[10]
- 1996: (Antarctica) Brahma, Galerie nächst St. Stephan, Wien (mit Franz Graf)
- 2010: today is tomorrow, Künstlervereinigung MAERZ, Linz (mit Josef Ramaseder)[21][22]

## Sammlungen
- Albertina Wien
- Artothek des Bundes, BKA Österreich
- Kunstsammlung der Kulturabteilung MUSA, Wien
- Bank Austria, Kunstsammlung, Wien
- Sammlung Leopold 2
- Universität für angewandte Kunst, Wien
- Lentos Kunstmuseum Linz
- Museum Angerlehner
- Kunstsammlung des Landes Oberösterreich
- Landesgalerie Linz
- Kunstreferat, Diözesankonservatoriat, Linz
- Kunstsammlung der Stadt Linz
- Kunstsammlung der Stadt Wels
- Österreichische Galerie Belvedere
- OÖ Landes-Kultur GmbH
- Nordico

## Auszeichnungen
- 2025 Kulturehrenzeichen des Landes Oberösterreich in Silber

## Kataloge/Publikationen
- 1979: Mai, Das Schaufenster als Bild. Universität für angewandte Kunst Wien
- 1986: Junge Szene Wien 1986, Bilder – Plastiken – Objekte, Wiener Secession
- 1987: Allegorie aus der taghellen Kammer, Österreichische Postsparkasse, Wien
- 1987: Kunst im öffentlichen Raum 1987, Blau-Gelbe Galerie, Wien
- 1987: Image Kohle, Länderbank, Wien
- 1989: 60 Tage Museum des 21. Jahrhunderts, Institut für Museologie, Wien[23]
- 1990: Gib nach – kann sein. Wittgensteinhaus, Wien[24]
- 1991: Der Ort in Wort. Galerie der Stadt Wels
- 1992: Honetschläger – Plank – Ramaseder, Austrian Cultural Institute, New York
- 1993: Rassegna internazionale, Carta Colore, Udine
- 1994: Return. Museum in Progress, Der Standard, Wien[9]
- 1996: (Antarctica) Brahma, Künstlerbuch. Galerie nächst St. Stephan, Wien[10] ISBN 3-901689-00-1-
- 1996: Elements. Austrian Paintings since 1980. Löcker Verlag, Wien, ISBN 978-3-85409273-5.
- 1998: Kunst/:Ort, Ed. Peter Kraml, Linz ISBN 978-3854841999
- 1999: 10. Faistauer-Preis, Galerie im Traklhaus, Salzburg.
- 1999: 1 von 9. Museum auf Abruf. Wien ISBN 3-9500063-7-0
- 2000: Josef Németh 1940–1998. Arte Verlag, Wels
- 2000: Malerei 1994–1998, Video, Wien
- 2001: Vom Selbstzweck der Farbe. Museum auf Abruf, Wien ISBN 3-902076-02-X
- 2001: Der ironische Blick. Museum auf Abruf, Wien
- 2007: Delirium (c) 2007
- 2009: Ansichtsexemplar 2009, Künstlervereinigung MAERZ
- 2010: Zeitschnitt – Aktuelle Malerei des MAERZ. ISBN 978-3-900762-40-7
- 2013: Museum Angerlehner, ISBN 978-3777421308
- 2013: Farbe und Vorstellung (c) 2013
- 2015: Großes Bild mit Lila, ISBN 978-3-901479-98-4
- 2017: Kunst/Kirche/Gesellschaft/Seelsorge, ISBN 978-3-200-05258-1
- 2018: Museum Angerlehner, ISBN 978-3-903078-192
- 2019: Elisabeth Plank • SHAPES, ISBN 978-3-903093-40-9
- 2020: Discrete Austrian Secrets, ISBN 978-84-120573-2-4
- 2020: Discrete Austrian Secrets - On the premises, ISBN 978-3-85486-225-3
- 2020: Elisabeth Plank & Moritz Mizrahi, Galerie Ruberl, Wien
- 2021: wilde kindheit, ISBN 978-3-903320-39-0